# Здзенславиці
Здзенславіце (пол. Zdzięsławice) — село в Польщі, у гміні Міхаловіце Краківського повіту Малопольського воєводства.
Населення — 196 осіб (2011).
У 1975-1998 роках село належало до Краківського воєводства.

## Демографія
Демографічна структура станом на 31 березня 2011 року:
|          | Загалом | Допрацездатний вік | Працездатний вік | Постпрацездатний вік |
| -------- | ------- | ------------------ | ---------------- | -------------------- |
| Чоловіки | 88      | 18                 | 54               | 16                   |
| Жінки    | 108     | 24                 | 60               | 24                   |
| Разом    | 196     | 42                 | 114              | 40                   |